# La Motte-Servolex
La Motte-Servolex ist eine französische Gemeinde mit 12.167 Einwohnern (Stand 1. Januar 2022) im Département Savoie in der Region Auvergne-Rhône-Alpes. Sie gehört zum Arrondissement Chambéry. Das Bureau centralisateur des gleichnamigen Kantons befindet sich in der Gemeinde. Die Bewohner werden Motterains und Motteraines genannt.

## Geographie
La Motte-Servolex liegt auf 264 m, etwa 5 km nordwestlich der Stadt Chambéry (Luftlinie). Die Stadt erstreckt sich im Nordwesten des Départements Savoie, im Alpenvorland südlich des Lac du Bourget, in der breiten Talsenke von Chambéry, am Ostfuß der Chaîne de l’Épine.
Die Fläche des 29,85 km² großen Gemeindegebiets umfasst einen Abschnitt in der Region Chambéry. Der östliche Gemeindeteil wird von der breiten Talfurche von Chambéry eingenommen, welche die Verbindung zwischen dem Lac du Bourget und dem Grésivaudan herstellt. Im Bereich von La Motte-Servolex besitzt die Senke einen rund 2 km breiten flachen Talboden, der durch die Leysse nach Norden zum Lac du Bourget entwässert wird. Der ehemals sumpfige Talboden ist heute weitgehend drainiert. Von der Talebene erstreckt sich das Gemeindeareal westwärts über den langsam ansteigenden Hang von La Motte, der durch die Täler verschiedener Seitenbäche der Leysse untergliedert wird. Daran schließt sich der dicht bewaldete Steilhang der Chaîne de l’Épine an. Die westliche Grenze verläuft auf dem breiten Kamm der Montagne de l’Épine (1040 m), die nördlich des Passübergangs Col de l’Épine (987 m) zum Höhenrücken des Mont du Chat ansteigt. Auf dem Château Richard, dem südlichen Abschluss des Mont du Chat, wird mit 1441 m die höchste Erhebung von La Motte-Servolex erreicht.
La Motte-Servolex besteht aus den beiden Hauptsiedlungen La Motte und Servolex am westlichen Rand der Talsenke von Chambéry sowie zahlreichen Weilersiedlungen, darunter:
- Villard-Marin (430 m) am Fuß der Chaîne de l’Épine
- Ronjoux (360 m) am Fuß der Chaîne de l’Épine
- La Villette (340 m) am Hang oberhalb von La Motte
- Villard-Péron (490 m) am Fuß der Chaîne de l’Épine
- Montaugier (470 m) am Fuß der Chaîne de l’Épine
- Le Villard (400 m) am Hang oberhalb von La Motte
- Le Noiray (360 m) in einem Tal am Fuß des Mont du Chat
- Barbiset (460 m) auf einer Geländeterrasse am Fuß des Mont du Chat
- Beauvoir (270 m) am westlichen Rand der Talebene von Chambéry
- Le Tremblay (290 m) am Hang westlich der Talebene von Chambéry

Nachbargemeinden von La Motte-Servolex sind Le Bourget-du-Lac im Norden, Voglans und Chambéry im Osten, Saint-Sulpice im Süden sowie Nances, Marcieux und Verthemex im Westen.

## Geschichte

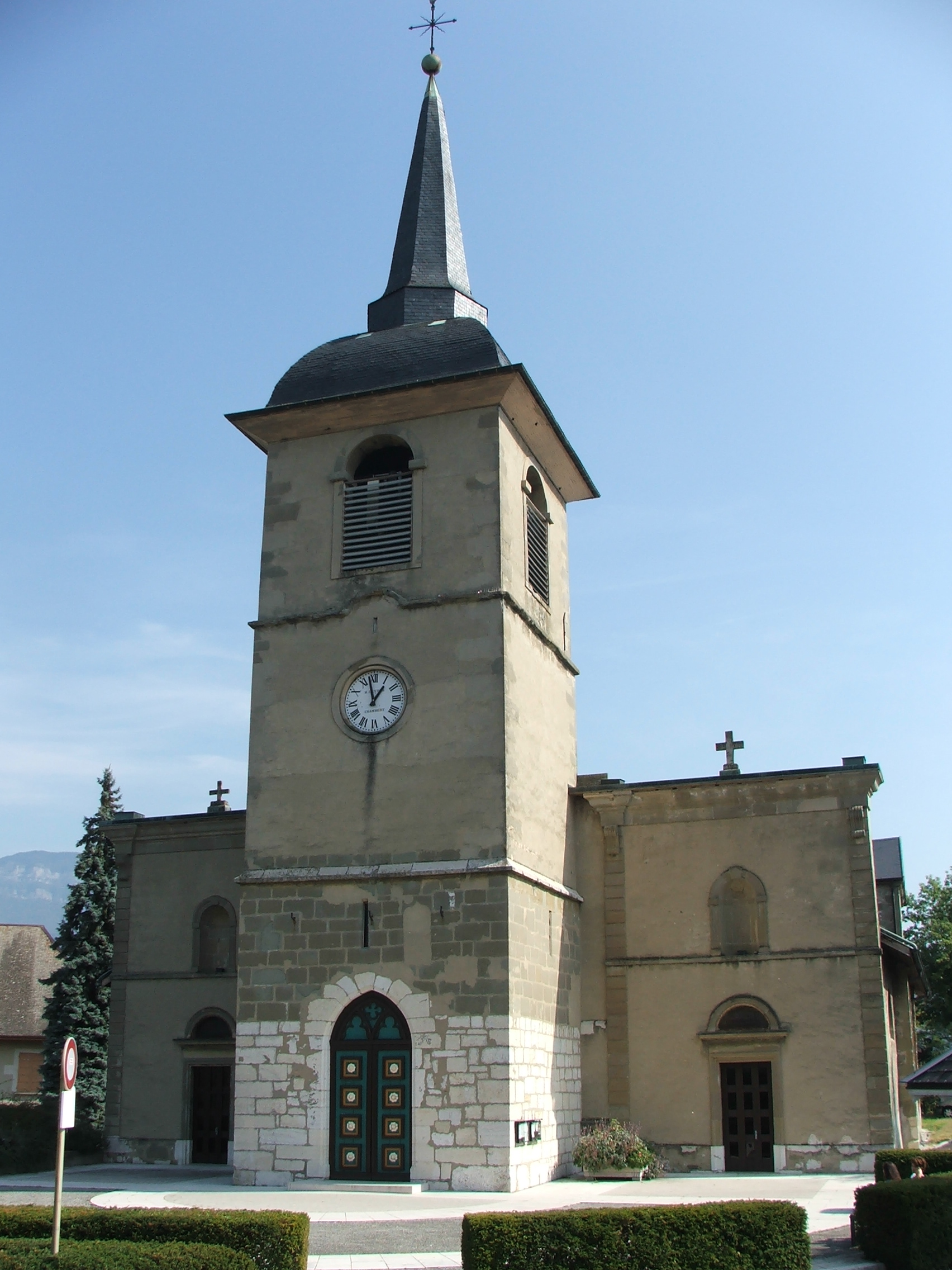
La Motte-Servolex, Pfarrkirche Saint-Jean-Baptiste

Servolex erschien um das Jahr 1100 erstmals in den Urkunden unter dem Namen Servolay, später unter Cervollay und anderen gleichlautenden Schreibweisen. Zu etwa derselben Zeit, 1108, wurde auch La Motte erstmals erwähnt als La Mota. Dieser Ortsname leitet sich vom altfranzösischen Wort mothe ab, das eine befestigte Anhöhe bezeichnet. Beide Ortschaften waren im Mittelalter unabhängige Pfarreien im Besitz der Herrschaft Montfort, weshalb sich La Motte lange Zeit auch La Motte-Montfort nannte. Auf der Anhöhe von La Motte befand sich außerdem ein Priorat der Augustiner-Chorherren mit der Kirche Saint-Jean-Baptiste de La Motte. Dieses unterstand dem Domkapitel von Belley, mit dem das Priorat 1274 vereinigt wurde. 1925 wurde es abgebrochen. Die Kirche Saint-Etienne von Servolex dagegen hing über die Diözese Belley von der Abtei Saint-Chef bei Bourgoin-Jallieu ab.
Im Jahre 1794 fusionierten die beiden vorher selbständigen Gemeinden zur neuen Doppelgemeinde La Motte-Servolex, wobei der heutige Name erst 1807 offiziell eingeführt wurde. Zu Beginn der 1990er Jahre wurde der Ortskern von La Motte neu gestaltet.

## Sehenswürdigkeiten
Die Pfarrkirche Saint-Jean-Baptiste in La Motte geht ursprünglich auf einen gotischen Bau zurück, wurde aber im frühen 19. Jahrhundert umgestaltet. Die Innenausstattung ist seit 1984 als Monument historique klassifiziert, die Kirche ist ansonsten seit 1984 eingeschrieben. In Le Tremblay steht eine neugotische Kirche, die von 1854 bis 1857 erbaut wurde. Auf dem Gemeindegebiet befinden sich mehrere Schlösser und Herrschaftssitze. Erwähnenswert sind das Schloss von Ronjoux, das Schloss von Pingon (1515 errichtet) und das Schloss Reinach, das Ende des 18. Jahrhunderts erbaut und im 19. Jahrhundert verändert wurde. Es steht in einem großen Park und beherbergt heute (zusammen mit neuen Gebäuden) das Lycée Agricole (eine landwirtschaftliche Berufsschule). Seit 2003 ist es in Teilen als Monument historique eingeschrieben. Das alte Hôtel de ville (Rathaus) wurde von 1855 bis 1858 erbaut. Im Rahmen der Neugestaltung des Ortskerns wurde es 1992 um einen modernen Bau mit Turm und Glasfassade erweitert.

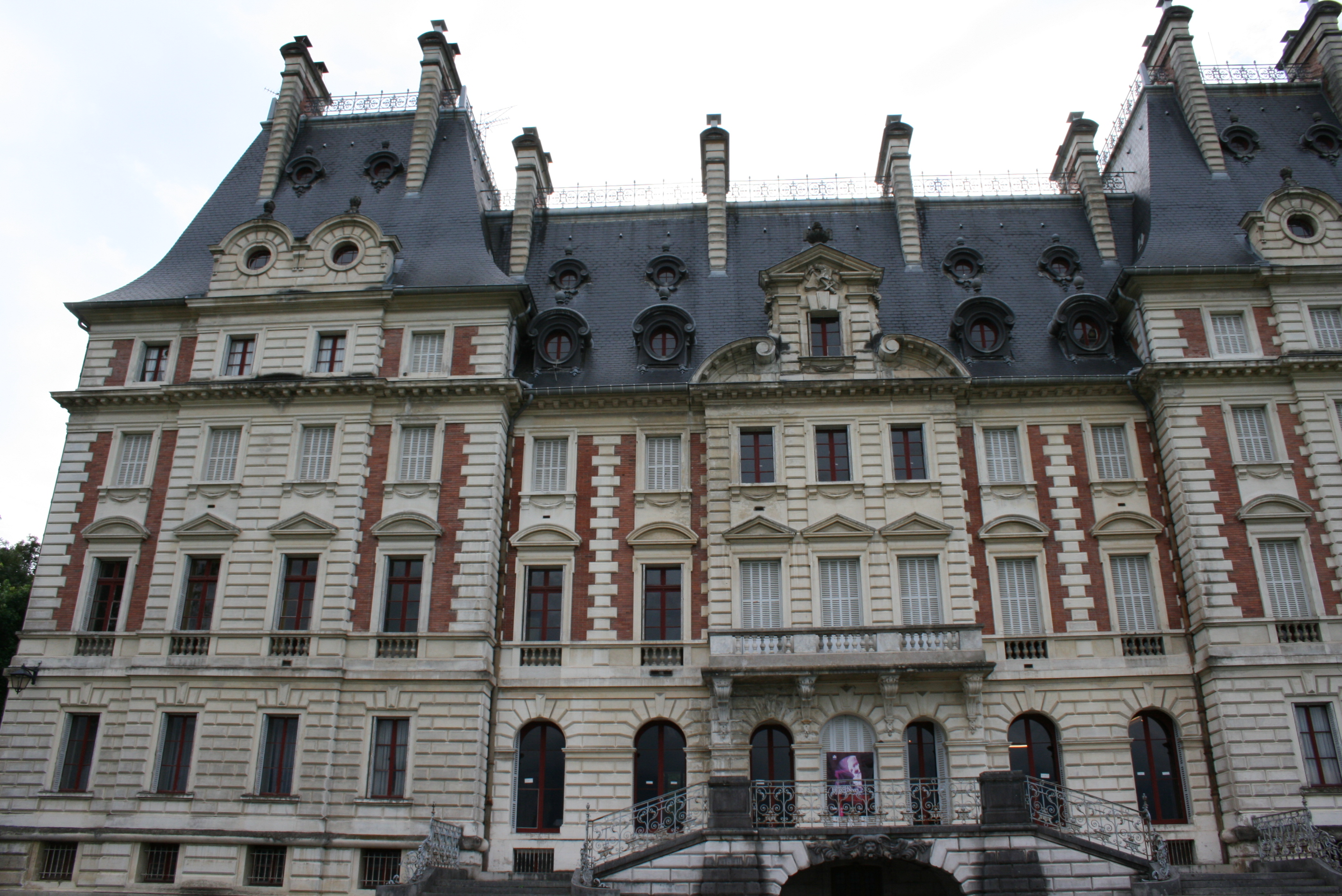
Schloss Reinach
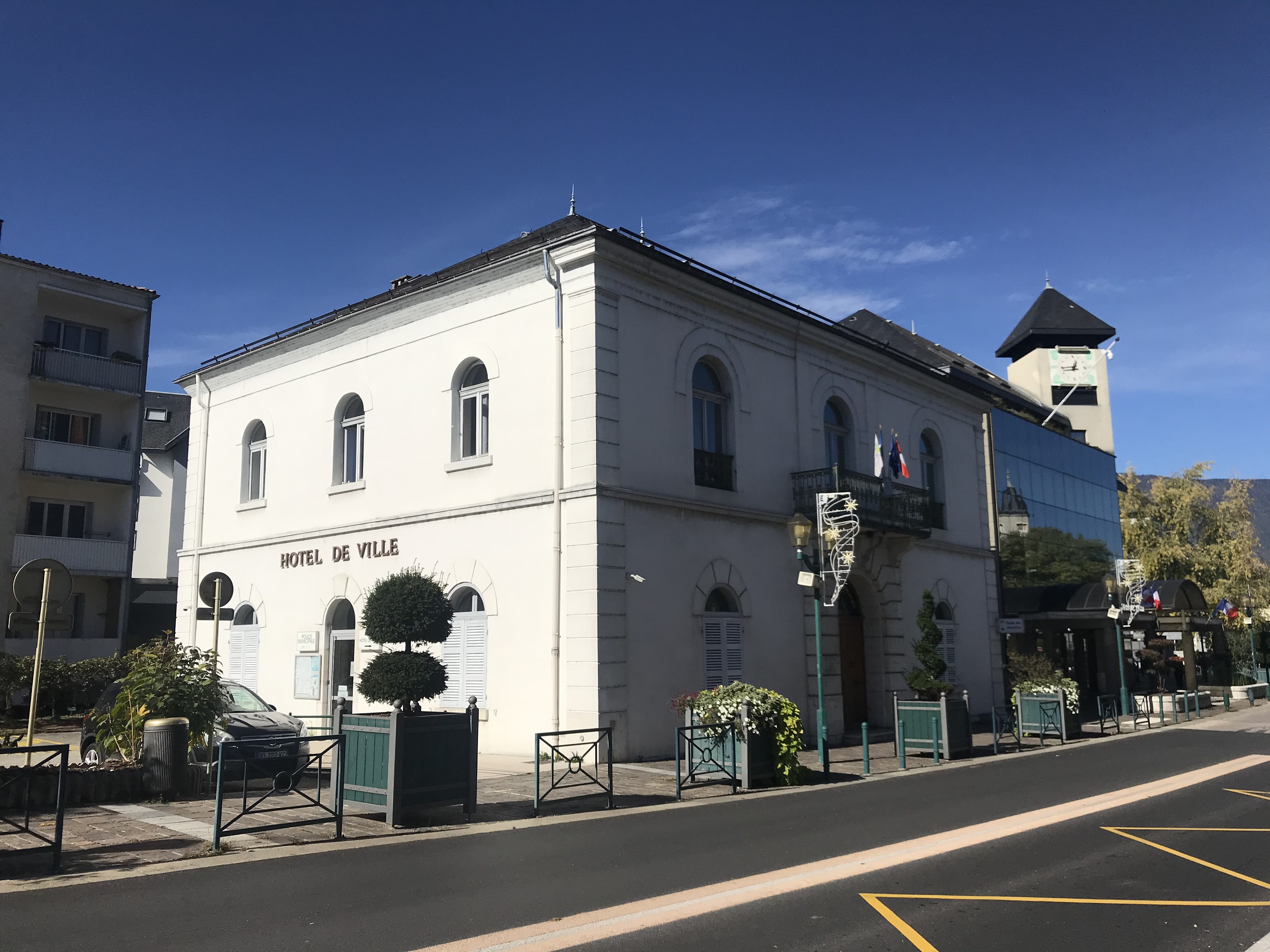
Rathaus

## Bevölkerungsentwicklung
| Jahr                       | 1962  | 1968  | 1975  | 1982  | 1990  | 1999   | 2009   | 2020   |
| -------------------------- | ----- | ----- | ----- | ----- | ----- | ------ | ------ | ------ |
| Einwohner                  | 2.795 | 3.281 | 5.253 | 7.182 | 9.349 | 10.912 | 11.383 | 12.377 |
| Quellen: Cassini und INSEE |       |       |       |       |       |        |        |        |

Mit 12.167 Einwohnern (Stand 1. Januar 2022) gehört La Motte-Servolex zu den größten Gemeinden des Département Savoie. Nachdem die Einwohnerzahl in der ersten Hälfte des 20. Jahrhunderts nur langsam aber kontinuierlich angestiegen war, wurde seit Mitte des Jahrhunderts eine markante Bevölkerungszunahme verzeichnet. Seither hat sich die Einwohnerzahl mehr als vervierfacht. Besonders hohe Zuwachsraten wurden während der 1970er Jahre registriert. Heute ist La Motte-Servolex der bevölkerungsreichste Vorort von Chambéry. Es ist lückenlos mit den Nachbargemeinden Chambéry und Cognin zusammengewachsen.

## Wirtschaft und Infrastruktur
La Motte-Servolex war bis weit ins 20. Jahrhundert hinein ein landwirtschaftlich geprägtes Dorf. Noch heute spielen der Obstbau und der Weinbau eine gewisse Rolle. Erst ab etwa 1950 begann eine rasche Entwicklung zum Wohnvorort von Chambéry. Seither hat sich in der Talebene im Bereich von Erier-Bissy am Stadtrand von Chambéry eine große Industrie- und Gewerbezone entwickelt, in der sich insgesamt rund 450 Betriebe verschiedener Branchen niedergelassen haben. Zu den wichtigen Branchen gehören die Automobilindustrie, der Maschinenbau, mechanische Industrie und Nahrungsmittelverarbeitung. Daneben gibt es zahlreiche weitere Betriebe von kleinerer bis mittlerer Größe, Dienstleistungsbetriebe, Einkaufsgeschäfte und Handelsfirmen.
Die Ortschaft ist verkehrsmäßig sehr gut erschlossen. La Motte-Servolex liegt an der Departementsstraße D14, die von Chambéry nach Le Bourget-du-Lac führt. Weitere regionale Straßenverbindungen bestehen mit Saint-Sulpice und dem Col de l’Épine. Der nächste Anschluss an die Autobahnen A41 und A43, welche das Gemeindegebiet durchqueren, befindet sich in einer Entfernung von rund 3 km. Durch mehrere Buslinien ist La Motte-Servolex mit Chambéry verbunden. Damit ist auch der Hauptbahnhof Chambéry an der Eisenbahnlinie von Annecy nach Grenoble und somit dem Anschluss an das TGV-Netz leicht erreichbar.

## Persönlichkeiten
- Charles-Albert Costa de Beauregard (1835–1909), französischer Politiker, Historiker und Mitglied der Académie française, geboren in La Motte-Servolex
- Rémy Rochas (* 1996), Radrennfahrer

## Gemeindepartnerschaft
Partnergemeinde ist seit 1974 Mundelsheim in Baden-Württemberg.